# 朝陽のあたる橋
「朝陽のあたる橋」（あさひのあたるはし）は、日本の女性歌手、観月ありさの16枚目のシングル。

## 解説
- 自身が主演したフジテレビ系ドラマ『天使のお仕事』の主題歌。

## 収録曲
1. 朝陽のあたる橋
作詞：森浩美、作曲：T2ya、編曲：葉山拓亮
フジテレビ系ドラマ『天使のお仕事』主題歌。
2. True
作詞・作曲・編曲：尾崎亜美
3. 朝陽のあたる橋（instrumental）
4. True（instrumental）

## 収録アルバム
- innocence
- HISTORY〜ALISA MIZUKI COMPLETE SINGLE COLLECTION〜
- VINGT-CINQ ANS